# Dunaegyháza
Dunaegyháza es un pueblo del condado de Bács-Kiskun, en la región de la Gran Llanura del Sur de Hungría.

## Geografía
Tiene una superficie de 10,12 kilómetros cuadrados y tenía una población de 1 474 personas en 2024.